# 德博市
德博，又译德波，是位于印尼西爪哇省的城市，位於該國東南部爪哇島西部，也位于雅加达都会区内，辖区达200.29平方公里，2010年人口普查人口为1,738,600人，2020年人口普查人口为2,056,400城市密度为每平方公里10,267人。德博市于1999年4月20日由茂物縣划出成为一个独立的城市。

## 姐妹市
德博的友好城市包括：
- 日本鹿儿岛县大崎町[5]